# Гудзонська складчастість
Гудзонська складчастість (рос. гудзонская складчатость; англ. Hudsonian folding; нім. Guronian folding; hudsonische Faltung f, Guronische Faltung f) — епоха тектонічних деформацій, метаморфізму і гранітоутворення у Північній Америці в кінці раннього протерозою на межі близько 1750 млн років тому. Приблизно відповідає пізньокарельській епосі Балтійського щита.
Синонім гуронська складчастість.
Головна подія горотворення (орогенез), яка сформувала докембрійський Канадський щит і Північноамериканський кратон, утворивши початковий Північноамериканський континент. 
В цей час була утворена Трансгудзонова сутура — найбільший палеопротерозойський орогенний поясом у світі. 
Він складається з мережі поясів, які утворилися в результаті акреції земної кори протерозою та колізію раніше існуючих архейських континентів. 
Подія відбулась 2,0–1,8 мільярда років тому.
Під час гудзонського орогенезу відбулась акреція кратонів Гірн-Рей, Сьюпіріор і Вайомінг та утворення кратонного ядра Північної Америки у мережі палеопротерозойських орогенних поясів. 
Ці орогенні пояси мають у своєму складі принаймні дев'ять незалежних мікроконтинентів, які самі були складовими принаймні трьох колишніх надконтинентів: Лавразію, Пангею і Кенорленд (близько 2,7 млрд років), і містять частини деякої з найстарішої кратонної континентальної кори на Землі. 
Ці старі кратонні блоки разом зі зазнавшими акреції террейнами острівних дуг та океанічними відкладеннями з попередніх протерозойських і мезозойських океанів зазнали акреції під час Гудзонського орогенезу і призвели до обширних складчастих і насувних розломів разом з метаморфізмом і сотнями гранітоїдних інтрузій.

Гудзонська сутурна зона, простягається на схід від Саскачевану через колізійні пояси у кратоні Черчилл, через північний Квебек, Лабрадору та острів Баффінова Земля і аж до Гренландії як пояс Рінкія та Нагсугтодідський орогенез. На захід він проходить через Гудзонову затоку, Саскачеван, а потім повертає на 90° на південь через східну Монтану і західну Дакоту, східний Вайомінг і західну Небраску, а потім поясом Шейєн. На півдні орогенез вніс вклад у підземні фанерозойські шари, у Монтані та Дакоті, на підмурівку яких розташовані Великі рівнини.